# مونته چیلفونه
مونته چیلفونه (به ایتالیایی: Montecilfone) یک کومونه در ایتالیا است که در استان کامپوباسو واقع شده‌است.

## خصوصیات
مونته چیلفونه ۲۲٫۸ کیلومترمربع مساحت و ۱٬۵۵۲ نفر جمعیت دارد.